# باسيليوس جبير
باسيليوس إسحاق جبير (بالسريانية: ܒܣܠܝܘܣ ܐܝܣܚܩ ܓܘܒܝܪ) (1643 - 18 مايو 1721) بطريرك عراقي.

## حياته
ولد إسحاق عبد الحي جبرائيل عبد الله آل قاشا في الموصل عام 1643 في عائلة أرثوذكسية معروفة النسب. تعلم السريانية وأتقن الآداب العربية واللغات الآرامية واللاتينية والإيطالية فيما بعد.

في عام 1674 سافر إلى حلب وبين النهرين ساعيا في إرشاد السريان وتهذيبهم. وفي عام 1682 رقاه البطريرك بطرس السادس في حلب إلى الدرجة المطرانية وأعطاه الاسم طيمثاوس إسحاق.

درس عند الآباء الكبوشيون وأكمل تحصيله في المدرسة الأوروبانية –روما. قابل السلطان أحمد الثاني في 26 ذي القعدة 1104 / 29 يوليو 1693.

في 26 نيسان 1706 ترك السفارة الفرنسية بعدما أقام فيها سنتين وبضعة أشهر وتوجه إلى دير السريان في روما وعاش هناك منصبا على الكتابة والتأليف والترجمة. توفي في 18 مايو 1721 بعد أن اشتدت عليه الأمراض ودُفن في كنيسة مدرسة انتشار الإيمان.

## آثاره
- ترجمة المختصر في الإلهيات لتوما الأكويني من اللاتينية إلى العربية
- الاقتداء بالمسيح:‌ مترجم من الإيطالية إلى السريانية
- مدرك النجاة ومحجة الفوز بالحياة في صدق الكنيسة المصطفاة: قام بتأليفه للدفاع عن الكنيسة الكاثوليكية
- فلسفة أرسطو طاليس: مترجم من اللاتينية إلى العربية
- العلل لدفع الملل